# Thomas E. Donilon

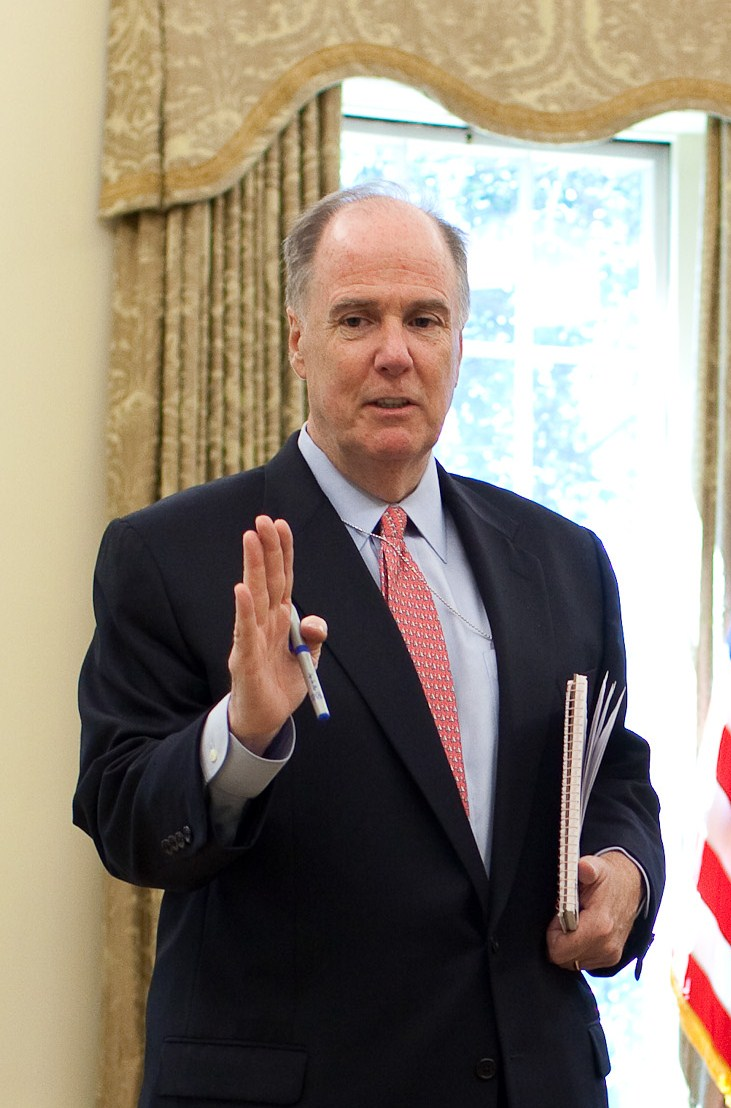
Thomas E. Donilon (2010)

Thomas E. Donilon (* 14. Mai 1955 in Providence, Rhode Island) ist ein US-amerikanischer Jurist. Von Oktober 2010 bis Mitte 2013 war er Nationaler Sicherheitsberater der Vereinigten Staaten unter US-Präsident Barack Obama.
Seine Nachfolgerin in diesem Amt war Susan Rice.

## Ausbildung
Donilon absolvierte die La Salle Academy in Providence. Die Katholische Universität von Amerika verlieh ihm 1977 einen B.A., und 1985 erwarb er einen J.D. an der University of Virginia, wo er auch zu den Herausgebern der Virginia Law Review gehörte.

## Familie
Seine Ehefrau Cathrine M. Russel, mit der er zwei Kinder hat, war Chefin des Stabs von Jill Biden. Sein Bruder Mike Donilon war Berater von Vizepräsident Joe Biden.
Sein Bruder Mike Donilon fungiert in der US-Regierung von Joe Biden als Mitglied des Executive Office, er wirkt als Senior Advisor des US-Präsidenten.

## Karriere
Vom 1. April 1993 bis zum 7. November 1996 war Donilon als Staatssekretär für Öffentlichkeitsarbeit (Assistant Secretary of State for Public Affairs) im Außenministerium tätig. Von 1999 bis 2005 arbeitete er als Lobbyist für Fannie Mae – eine Verbindung, die für Stirnrunzeln sorgte, als Donilon ins Übergangs-Team der Obama-Regierung berufen wurde, denn Fannie Mae musste von staatlichen Regulierern gerettet werden.
Zwischen seiner Tätigkeit für Fannie Mae und dem Regierungsamt war Donilon Partner der Washingtoner Kanzlei O’Melveny & Myers, wo er Firmenvorstände politisch und juristisch beriet.
Bob Woodwards Buch „Obama’s Wars“ (2010) schrieb Donilon eine herausragende Rolle bei der Formulierung der Afghanistan-Strategie zu.
Donilon ist Mitglied der privaten Denkfabrik Council on Foreign Relations, der Aspen Strategy Group, der National Security Advisory Group to the Congressional Leadership, des Brookings Institution Board of Trustees, des Miller Center of Public Affairs Governing Council und der Trilateralen Kommission. 
Er nahm im Juni 2015 an der 63. Bilderberg-Konferenz in Telfs-Buchen in Österreich teil.
Nach seiner Tätigkeit in der US-Regierung Obama wurde Donilon Vorsitzender des Investment Institute von BlackRock.